# جورج بارنز
جورج بارنز (بالإنجليزية: George Barnes)‏ (20 فبراير 1927 في أستراليا - 23 أغسطس 2000 بكوينزلاند في أستراليا) هو ملاكم أسترالي، صنّف ضمن فئة وزن خفيف الوسط ‏ ووزن الخفيف ووزن الويلتر والوزن المتوسط.

## إحصائيات
خاض خلال مسيرته 67 نزالا، تعادل في 4.

## روابط خارجية
- جورج بارنز على موقع بوكس ريك (الإنجليزية) (registration required)